# 渕木幹雄
渕木 幹雄（ふちき みきお）は、日本の実業家。元マンパワー・ジャパン（現・マンパワーグループ）社長。長崎県長崎市出身。

## 経歴・業績
長崎県立長崎東高等学校を経て、1971年に東京経済大学経営学部卒業後、マンパワー・ジャパン入社。各地の支店長、エリアマネージャーを務め、顧客拡大に取り組んだ。営業本部長、専務取締役、取締役副社長などを経て、2007年代表取締役社長に就任。同社は前年に設立40周年を迎えており、営業強化策の一環として派遣拠点の拡充を進めたほか、全国的にテレビコマーシャルを展開した。また、売り上げ至上主義ではなく、顧客と派遣スタッフのマッチング精度を向上させ顧客満足度を高める方針を示した。こうした取り組みの結果、同社としては初めて売上1000億円を達成した。2007年末には株式会社スタッフサービスの買収にも名乗りを上げるなど、人材業界内であまり見られなかったM&Aに取り組む姿勢も示した。2008年に社長を退任。